# Ingalagondi, Harihar
Ingalagondi là một làng thuộc tehsil Harihar, huyện Davanagere, bang Karnataka, Ấn Độ.